# 済世顧問制度
済世顧問制度（さいせいこもんせいど）は、地域の貧民の相談にのる防貧制度。1917年（大正6年）5月、当事の岡山県知事笠井信一が県内の貧困者の実情に鑑みてドイツのエルバーフェルト市の救貧委員制度、エルバーフェルト・システムを参考に作ったもの。
笠井知事が地方長官会議の場で、大正天皇から県民の生活状況について質問され、県内の貧困者の状況の実態調査を行ったことが発端となった。
当時、岡山県御津郡馬屋上村（現・岡山市北区三和）で、藤井静一が中心になって実践していた村づくりの活動を取り入れた。
今日の民生委員の先駆のようなものであるが、こちらは県内の市町村の行政単位を基本として、篤志家のような人たちを厳選して知事が「済世顧問」を委嘱し、この少数の選抜された済世顧問が貧困者の相談相手となり、精神的感化と物質上の斡旋で援助しようとしたものである。儒教道徳的な人倫性を強調するところが、日本的でまた今日の民生委員と違う点である。